# زاده برای وحشی بودن (فیلم ۲۰۱۱)
زاده برای وحشی بودن (انگلیسی: Born to Be Wild) یک فیلم در ژانر مستند طبیعت و مستند است که در سال ۲۰۱۱ منتشر شد. از بازیگران آن می‌توان به مورگان فریمن اشاره کرد.